# Imagerie scolaire
On désigne par imagerie scolaire l'ensemble des images utilisées dans les écoles pour expliquer ou illustrer les connaissances enseignées.

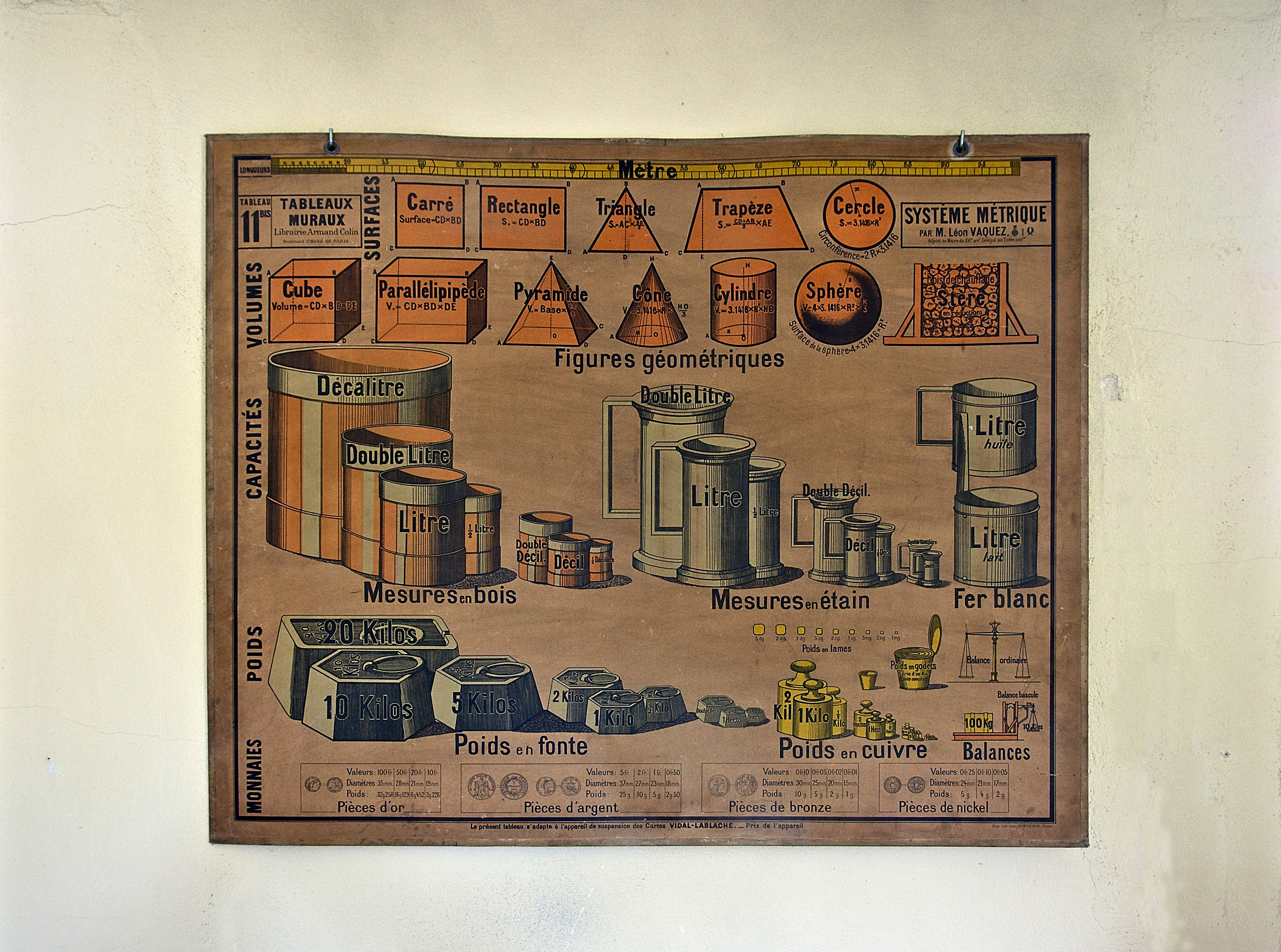
Exemple d'un tableau mural, fin XIXe siècle, expliquant par l'image le système métrique.

Le matériel didactique utilisé par les maîtres d'école et les professeurs pour illustrer ou accompagner leurs cours se compose d'affiches murales, d'illustrations dans les  manuels scolaires, des décors et des couleurs de l'architecture, des costumes ou des symboles utilisés dans une école.
Cartes murales, planches pédagogiques, tableaux pédagogiques, synoptique, posters, frises chronologiques en constituent quelques exemples.

## Histoire
Avant l'arrivée des livres illustrés possédés par chaque élève, l'enseignant devait se servir de ces reproductions graphiques de grand format qu'il affichait au mur de la classe, parfois même sur le tableau central et qu'il pouvait pointer avec une grande baguette pour en désigner une partie.
En réalité, l'utilisation de cartes et de tableaux muraux a continué d'être recommandée, parce qu'elle a l'avantage sur le manuel individuel de focaliser l'attention de tous les élèves sur le même document, et donc de les faire travailler en commun.
Les ministres de l'instruction publique ont insisté pour que soient fabriquées et diffusées de nombreuses images, sous tous les formats. Ainsi, Victor Duruy, dont les histoires des Grecs et des Romains étaient copieusement illustrées, déclarait-il : "Je voudrais que les murailles de nos 70 000 écoles fussent couvertes, du haut en bas, d'images. De l'école elles seraient passées dans la chaumière." Peu après, Jules Ferry crée en 1879 la Commission de la décoration des écoles.
L'inventaire général pour la France reste à établir. Voici quelques noms d'éditeurs imprimeurs du XXe siècle : Bourrelier, Deyrolle, Rossignol, Sudel, MDI (Maison des Instituteurs), Librairie Armand Colin. Les catalogues d'éditeur sont difficiles à trouver pour reconstituer les séries d'affiches sur des thèmes différents comme les sciences — leçons de choses, animaux, botaniques, outils, agriculture ... — ou d'histoire, de géographie ou encore d'élocution pour l'apprentissage de la lecture.

## Inventaire

### Belgique
On relève 33 imprimeries réalisant des cartes murales, planches scolaires ou tableaux didactiques destinés à l'éducation nationale entre la fin du XIXe siècle et la seconde moitié du XXe siècle.